# Сан Ђакомо (Кунео)
Сан Ђакомо је насеље у Италији у округу Кунео, региону Пијемонт.
Према процени из 2011. у насељу је живело 590 становника. Насеље се налази на надморској висини од 1003 м.